# Sängersklavin
Sängersklavinnen, auch Singmädchen, arabisch قِيان Qiyān (Singular قَينة / qaina), waren eine soziale Gruppe von Frauen, die als Unterhaltungskünstlerinnen in vormodernen arabisch-islamischen Gesellschaften lebten.
Der Begriff Qiyān wurde sowohl für Sklavinnen als auch freie Frauen angewendet, wobei letztere deutlich die Minderheit bildeten. Die Qiyan waren nicht nur Sänger- und Tänzerinnen, sondern vielfach auch Konkubinen und Kurtisanen. Viele waren hochgebildet und genossen Zugang zu den höchsten Gesellschaftsschichten, einschließlich der Kalifen; einige übten auf diese starken Einfluss aus und waren selbst Mütter späterer Herrscher.

Die wohl bekannteste Sängersklavin ist Arib al-Mamuniyya. Eine der wichtigsten historischen Quellen über die Qiyan ist der Brief der Sängersklavinnen von al-Dschāhiz (776–869), der über die Wirkung der Qiyān schrieb:
„Besäße der Teufel keine anderen Fallen, um damit zu töten, kein anderes Banner, zu dem er rufen könnte, und keine andere Versuchung zum Verführen als die Sängersklavinnen (Qiyān), so würde ihm das vollauf genügen.“
Die Sängersklavinnen finden in zahlreichen der Geschichten aus Tausendundeiner Nacht Erwähnung und sind dort häufig wichtige Haupt- und Nebenfiguren.

## Geschichte

### Ausbildung
Ihre Blütezeit erlebten die Qiyān in der Zeit der Kalifate der Umayyaden und Abbasiden sowie im muslimischen Spanien. Die Qiyān waren oft hochgebildete Frauen, die am ehesten als Unterhaltungssklavinnen, teils auch als Edelkurtisanen bezeichnet werden können. Sie waren in unterschiedlichsten Künsten und Disziplinen ausgebildet, vor allem in Gesang, Tanz und Musik, gesellschaftlicher Etikette und erotischer Verführungskunst. Viele beherrschten zudem Philologie, Dichtung, Rhetorik, manchmal auch Geschichte und Theologie sowie die Disziplinen der Rezitation und Interpretation des Koran; die Ausbildung dauerte viele Jahre.
Eine bekannte Geschichte über den Bildungsgrad der Sängersklavinnen ist die Erzählung Die Sklavin Tawaddud, in der die gleichnamige Sängersklavin von den besten Gelehrten des Kalifen Harun al-Raschid geprüft wird und diese alle besiegt.

### Klassen und Einsatz der Sängersklavinnen
Ein Teil der Qiyan bewegte sich in der höfischen Kultur der obersten gesellschaftlichen Schichten – nicht selten in der Umgebung der Kalifen – und genoss höchstes Ansehen; die wohl bekannteste ist Arib al-Mamuniyya.
Eine zweite Gruppe von Qiyan stand im Dienste von Etablissements, in denen sie als professionelle Verführerinnen arbeiteten und die Gäste mit Gesang, Tanz und Dichtung unterhielten. Ziel war es, die männlichen Kunden möglichst lange an das Etablissement zu binden, bei denen es sich nicht um Bordelle handelte. Zwar kam es zu körperlichen Berührungen und Küssen, Sex war jedoch die Ausnahme, da das Ziel der Betreiber nicht war, die sexuelle Lust der Kunden zu befriedigen, sondern sie langfristig an das Haus zu binden. Im Idealfall verliebte sich ein Kunde in eine der Sklavinnen und war dann bereit, sie für eine hohe Summe für sich selbst zu erwerben. Wenn die Beziehung zwischen dem Kunden und der Qaina eng wurde, besuchten diese ihre Liebhaber teils auch in ihren Privathäusern, wo es mitunter zum sexuellen Kontakt kam.
Die Etablissements waren gemeinhin jedoch nur Männern der oberen Gesellschaftsschichten zugänglich, für das einfache Volk gab es eine dritte Gruppe von Qiyan, die als Kellnerinnen und Sängerinnen in Tavernen und Wirtshäusern arbeiteten. Wie ihre höheren Schicksalsgefährtinnen trugen sie oft verführerische Kleidung und üppigen Schmuck; die Lokale ihrerseits zogen viele Gäste an und in zeitgenössischen Quellen wird berichtet, dass ihre Anzahl zahlreich war.

## Bewertungen
Der in Bagdad lebende Autor al-Dschāhiz (776–869) schrieb das als historische Quelle bedeutsame Traktat Brief der Sängersklavinnen. Darin beschreibt er diese als größte Versuchung.

„Besäße der Teufel keine anderen Fallen, um damit zu töten, kein anderes Banner, zu dem er rufen könnte, und keine andere Versuchung zum Verführen als die Sängersklavinnen (Qiyān), so würde ihm das vollauf genügen.“

„Die Sängersklavin meint es fast nie aufrichtig mit ihrer Zuneigung und kennt keine Treue in ihrer Liebe, weil sie dazu erzogen wurde und von Natur aus dazu geschaffen ist, den Männern Netze zu legen und Fallen zu stellen, damit sie in ihre Schlingen geraten. Wenn sie ein Bewunderer ansieht, wirft sie ihm verstohlene Blicke zu, betört ihn mit ihrem Lächeln, sagt ihm durch Gedichte, die sie vorsingt, Liebesworte, ist erpicht darauf, seinen Anträgen zu entsprechen. [...] Und merkt sie dann, dass ihr Zauber ihn verwandelt hat und er in das Netz getreten ist, so geht sie über das, womit sie begonnen hat, noch weit hinaus und macht ihm glauben, dass ihre Zuneigung zu ihm noch größer sei als die, die er für sie empfindet. Sie schreibt ihm Briefe, in denen sie ihm ihr Liebesleid klagt und ihm schwört, dass sie das Tintenfass mit ihren Tränen angefüllt […] habe.“

## Sängersklavinnen in den religiösen Quellen des Islam
Die Sängersklavinnen erscheinen in negativer Form in der religiösen, islamischen Hadith-Tradition. In den Hadithen werden Musik und Tanz – speziell durch Frauen – häufig mit Einflüsterungen des Teufels bzw. verbotenen Dingen assoziiert, wenngleich es Ausnahmen einer generellen Verbotsbewertung gibt; bei denen der Gesang von Frauen erlaubt ist, so etwa zu den Festtagen und Hochzeiten. Bei den Hadithen, die die Sängersklavinnen erwähnen, handelt es sich meist um Überlieferungen, die als da'if (schwach) und daher auch nach den Kriterien der traditionellen islamischen Religionswissenschaft als wenig glaubwürdig bewertet werden. Nach den Überlieferungen wird der Handel und Umgang mit den Sängersklavinnen als verboten angesehen und Warnungen vor ihnen ausgestoßen: 
„Der Gesandte Allahs sagte: "Verkauft die Sängerinnen nicht, kauft sie nicht und lehrt sie nicht (zu singen). Und es ist nicht gut, mit ihnen zu handeln, und ihre Preise sind ungesetzlich.“ - Sunan al-Tirmidhi, Nr. 1282.
„Der Gesandte Allahs sagte: 'Allah hört einem Mann mit einer schönen Stimme, der den Koran laut rezitiert, aufmerksamer zu, als der Herr einer Sängersklavin seiner Sängersklavin zuhört.'“ - Sunan Ibn Madscha, Nr. 1340.
„Abdullah Ibn Dinar berichtete: "Ich ging mit Abdullah ibn 'Umar auf den Markt, und er kam an einer kleinen Sängersklavin vorbei und sagte: "Wenn der Satan irgendjemanden verlässt, wird er diese verlassen.‘“ -  Al-Adab Al-Mufrad, Nr. 784.
Denjenigen Muslimen, die Alkohol trinken, Musikinstrumente spielen und Qiyan singen lassen wird göttliche Bestrafung verkündet:
„Die Leute meines Volkes werden Wein trinken und ihn mit einem anderen Namen benennen, und man wird für sie Musikinstrumente spielen und Mädchen singen lassen. Allah wird sie von der Erde verschlingen lassen und sie in Affen und Schweine verwandeln.“ - Sunan Ibn Madscha, Nr. 4020.
Ebenso wird das Auftreten der Sängersklavinnen neben der Verbreitung von Alkoholkonsum und Musikspiel als Zeichen für die Endzeit bewertet.
Der Gesandte Allahs sagte: „In dieser Ummah (Gemeinschaft) wird es einen Zusammenbruch der Erde, eine Umwandlung und Qadhf geben.“ Ein Mann unter den Muslimen sagte: „O Gesandter Allahs! Wann ist das?“ Er sagte: „Wenn sich singende Sklavinnen, Musik und das Trinken von Rauschmitteln verbreiten.“ - Sunan al-Tirmidhi, Nr. 2212.
Von einigen klassischen wie neuzeitlichen Koranexegeten wird der Koranvers Sure 31, Vers 6 („Unter den Menschen gibt es manchen, der zerstreuende Unterhaltung erkauft, um (die Menschen) von Allahs Weg ohne (richtiges) Wissen in die Irre zu führen und sich über ihn lustig zu machen. Für solche wird es schmachvolle Strafe geben.“) in Kontext mit den Sängersklavinnen gebracht.

## Auftritte von Sängersklavinnen in Tausendundeine Nacht
In den Märchen aus Tausendundeiner Nacht tauchen Sängersklavinnen häufig auf; viele Geschichten behandeln die Liebe zwischen den Frauen und ihren Besitzern oder Verehrern. Geschichten, in denen Sängersklavinnen auftreten sind unter anderem:
- Die Sklavin Anis al-Dschalis und Nur al-Din Ibn Chakan – Der Sultan von Basra befiehlt seinem Wesir eine Sklavin für ihn zu kaufen, woraufhin dieser die Sängersklavin Anis al-Dschalis erwirbt. Bevor er sie zum Sultan bringen will, soll sie in seinem Haus sich ausruhen, wo sie jedoch dessen Sohn Nur al-Din Ibn Chakan trifft und beide sich sofort ineinander verlieben. Die schweren Umstände des Schicksals stürzen die Liebe von Anis al-Dschalis und Nur al-Din jedoch bald in eine Vielzahl von Krisen, die sie letztlich bis nach Bagdad führen, wo sie dem Kalifen Harun al-Rashid begegnen.[15][16]
- Die Sklavin Tawaddud – Der Sohn eines reichen Kaufmanns gerät selbstverschuldet in Armut, woraufhin ihm seine wohlgelehrte Sängersklavin durch eine List mit Wissen und Scharfsinn aus der Patsche hilft und sogar dem Abbasiden-Kalifen Harun al-Raschid und dem Gelehrten Abū Ishāq Ibrāhīm ibn Saiyār al-Nazzām ein Schnippchen schlägt.[5]
- Al-Mutawakkil und Mahbuba – Kurzgeschichte über die Liebe zwischen dem Abbasiden-Kalifen al-Mutawakkil (822–861) und der Sängersklavin Mahbuba.[17][18]
- Die Liebe von Abu ʿIsa zu Qurrat al-ʿAin – Abu ʿIsa Muhammad liebt die in fremden Besitz befindliche Sängersklavin Qurrat al-ʿAin und versucht mit Hilfe seines Bruders, des Kalifen al-Ma'mun, sie in seinen Besitz zu bringen.[19]
- Ein Bagdadenser und seine Sklavin – Der Sohn eines wohlhabenden Mannes aus Bagdad kauft eine Sängersklavin, die er über alles liebt und von ihr von seinem Vermögen ausgibt, bis er schließlich arm ist. Seine Geliebte, die Sklavin, fordert ihn auf, sie auf dem Sklavenmarkt zu verkaufen, damit er seine Schulden begleichen kann, worauf der Mann schweren Herzens eingeht, seine Entscheidung jedoch sogleich bereut. Sein Versuch seine Geliebte wiederzuerlangen, führt ihn schließlich bis nach Basra.[20][21]

### Arabische Primärquellen
- Al-Dschāhiz (776–869): Brief der Sängersklavinnen (risāla al-qiyān). Ins Englische übersetzt von: A.F.L. Beeston: The Epistle on Singing-Girls of Jāḥiẓ, Aris & Philipps Ltd., Warminster (United Kingdom) 1980.
- Abū l-Faradsch al-Isfahānī (897–967): Qiyān - The Concubines (Kitāb al-Imāʾ aš-šawāʿir (كتاب الإماء الشواعر / ‚Das Buch der Dichtersklavinnen‘)), Riad El-Rayyes Books Ltd., London 1989, ISBN 1-85513-020-3
- Ibn Fadlallah al-Umari (1301–1349): Masālik al-abṣār fī mamālik al-amṣār. Ins Deutsche übersetzt von Yasemin Gökpinar: Höfische Musikkultur im Klassischen Islam – Ibn Faḍlallāh Al-ʻUmarī (gest. 749/1349) über die dichterische und musikalische Kunst der Sängersklavinnen, Brill, Boston 2019.

### Sekundärliteratur
- A.F.L. Beeston: The Epistle on Singing-Girls of Jāḥiẓ, Aris & Philipps Ltd., Warminster (United Kingdom) 1980.
- Fuad Matthew Caswell: The Slave Girls of Baghdad, I.B. Tauris, London 2011.
- Hekmat Dirbas: Naming of Slave-girls in Arabic: A Survey of Medieval and Modern Sources, Zeitschrift für Arabische Linguistik, Nr. 69, 2019, S. 26–38.
- Yasemin Gökpinar: Höfische Musikkultur im Klassischen Islam – Ibn Faḍlallāh Al-ʻUmarī (gest. 749/1349) über die dichterische und musikalische Kunst der Sängersklavinnen, Brill, Boston 2019.
- Charles Pellat: Arabische Geisteswelt – ausgewählte und übersetzte Texte von al-Ǧāḥiẓ, Artemis Verlag, Zürich 1967, S. 427.
- Simone Prince-Eichner: Embodying the Empire – Singing Slave Girls in Medieval Islamicate Historiography, Pomona College, Pomona 2016.
- Dwight F. Reynolds: The ''Qiyan'' of al-Andalus, in: Matthew S. Gordon (Hrsg.): Concubines and Courtesans: Women and Slavery in Islamic History, Oxford University Press, Oxford 2017.
- Michael Stigelbauer: Die Sängerinnen am Abbasidenhof um die Zeit des Kalifen Al-Mutawakkil : nach dem Kitāb al-Aġānī des Abu-l-Farağ al Iṣbahānī und anderen Quellen dargestellt, VWGÖ, Wien 1975.